# Romestaing
Romestaing är en kommun i departementet Lot-et-Garonne i regionen Nouvelle-Aquitaine i sydvästra Frankrike. Kommunen ligger i kantonen Bouglon som tillhör arrondissementet Marmande. År 2022 hade Romestaing 158 invånare.

## Befolkningsutveckling
Antalet invånare i kommunen Romestaing
| Referens: INSEE |